# La Francesca
Con il nome di La Francesca veniva storicamente chiamata un'area costiera della Riviera di Levante in Liguria, attualmente in provincia della Spezia (comune di Bonassola).

## Storia
Nota fin dal XIII secolo per le sue miniere di rame (attive fino al secolo scorso), la località prende il nome probabilmente da una delle diramazioni della via "Francesca" o "Francigena" che nel Medioevo portava in Francia i pellegrini diretti a Canterbury o Santiago di Compostela.
Favorita da un microclima invidiabile (la conca esposta a sud è riparata dalla collina dai venti del nord) con fioritura tutto l'anno, anche dopo il terribile incendio del 1999, che ha colpito soprattutto la pineta, continua a mantenere con la sua flora e la sua fauna un'alta valenza naturalistica.
Dal 1961 l'area è occupata dall'omonimo Resort.